# Kanton Saint-André-de-Cubzac
Saint-André-de-Cubzac is een voormalig kanton van het Franse departement Gironde.
Het kanton maakte sinds mei 2006 deel uit van het arrondissement Blaye, daarvoor behoorde het tot het arrondissement Bordeaux. Op 22 maart 2015 werd het kanton opgeheven en werden de gemeenten opgenomen in het op die dag gevormde kanton Le Nord-Gironde.

## Gemeenten
Het kanton Saint-André-de-Cubzac omvatte de volgende gemeenten:
- Aubie-et-Espessas
- Cubzac-les-Ponts
- Gauriaguet
- Peujard
- Saint-André-de-Cubzac (hoofdplaats)
- Saint-Antoine
- Saint-Gervais
- Saint-Laurent-d'Arce
- Salignac
- Virsac